# Blossom (album)
Blossom è il secondo album in studio del gruppo musicale tedesco Milky Chance, pubblicato nel marzo 2017.

## Tracce
Edizione Standard
1. Blossom – 4:12
2. Ego – 3:52
3. Firebird – 3:41
4. Doing Good – 4:10
5. Clouds – 4:17
6. Cold Blue Rain – 4:57
7. Stay – 4:10
8. Bad Things (featuring Izzy Bizu) – 4:12
9. Cocoon – 4:15
10. Losing You – 4:32
11. Peripeteia – 3:43
12. Alive – 4:10
13. Piano Song – 3:18
14. Heartless – 6:42

Edizione Deluxe
1. Cold Blue Rain (acoustic version) – 3:45
2. Alive (acoustic version) – 3:16
3. Cocoon (Acoustic version) – 3:14
4. Ego (acoustic version) – 4:28
5. Firebird (acoustic version) – 3:12
6. Peripeteia (acoustic version) – 3:18